# Vlag van Zeist

Vlag van de gemeente Zeist

Vlag van de gemeente Zeist
(voor 1938)

Vlag tussen 1938 en 1971

De vlag van Zeist is op 24 mei 1971 door de gemeenteraad van de Utrechtse gemeente Zeist vastgesteld als de gemeentelijke vlag, met de volgende beschrijving:
Twee banen van zwart en wit, waarvan de hoogten zich verhouden als 1:3, de delingslijn gekanteeld met twee hele en twee halve kantelen. De hoogte en lengte van de vlag verhouden zich als 2:3.
De vlag heeft een hoogte-lengteverhouding van 2:3 en bestaat uit een witte achtergrond met een gekanteeld zwart bovenkant. De tekening op de vlag is identiek aan die op het wapen. 
Tegelijkertijd werd een gemeentelijke standaard aangenomen. Deze is gelijk aan de vlag, maar heeft een hoogte-lengteverhouding van 1:1. De beschrijving van deze standaard luidt:
Een vierkante vlag met twee banen van zwart en wit, waarvan de hoogten zich verhouden als 1:3, de delingslijn gekanteeld met twee hele en twee halve zwarte kantelen.

## Eerdere vlaggen
Op 22 juli 1938 werd door de gemeenteraad van Zeist een vlag aangenomen met twee banen, zwart en wit, met in het kanton het wapen van Zeist. Vermoedelijk is deze afgeleid van de defileervlaggen zoals die voor het defilé ter gelegenheid van het veertigjarig regeringsjubileum van koningin Wilhelmina waren ontworpen, maar koos Zeist ervoor de reeds in gebruik zijnde stadsvlag van een afbeelding van het gemeentewapen te voorzien.
Voor 1938 had Zeist officieus een vlag in gebruik met een zwarte en een witte baan.

## Verwante afbeeldingen

Wapen van Zeist
Gemeentelijke standaard van Zeist (sinds 1971)

Amersfoort 
· Baarn 
· Bunnik 
· Bunschoten 
· De Bilt 
· De Ronde Venen 
· Eemnes 
· Houten 
· IJsselstein 
· Leusden 
· Lopik 
· Montfoort 
· Nieuwegein 
· Oudewater 
· Renswoude 
· Rhenen 
· Soest 
· Stichtse Vecht 
· Utrecht  
· Utrechtse Heuvelrug 
· Veenendaal 
· Vijfheerenlanden 
· Wijk bij Duurstede 
· Woerden 
· Woudenberg 
· Zeist